# Ona Juknevičienė
Ona Juknevičienė (ur. 28 kwietnia 1955 w Trokach) – litewska polityk, ekonomistka, była posłanka do Parlamentu Europejskiego.

## Życiorys
W 1981 ukończyła studia ekonomiczne na Uniwersytecie Wileńskim, w 1993 na tej uczelni uzyskała stopień doktora nauk ekonomicznych.
Od 1985 pracowała jako wykładowca, w latach 1994–1995 była wykładowcą ekonomii na Uniwersytecie Wileńskim. Przez następne trzy lata pełniła funkcję dyrektora generalnego agencji restrukturyzacji przedsiębiorstw "Consulta". Później zajmowała się działalnością doradczą, m.in. w ramach projektów Banku Światowego w Uzbekistanie i Serbii. Była także doradcą premiera Rolandasa Paksasa ds. prywatyzacji i przedsiębiorczości.
Należała do Litewskiego Związku Liberałów, w 2003 weszła w skład władz krajowych Partii Pracy. W 2004 z ramienia tego ugrupowania została wybrana do Parlamentu Europejskiego. Należała do Grupy Parlamentarnej Porozumienia Liberałów i Demokratów na rzecz Europy. W 2009 bez powodzenia ubiegała się o reelekcję z listy Litewskiej Partii Centrum.